# 설인종 고문 치사 사건
설인종 치사사건은 1989년 10월 14일부터 10월 15일 연세대학교 만화동아리인 만화사랑에 가입한 동양공업전문대학 화공과 2학년 학생 설인종이 운동권 학생들인 연세대학교 총학생회 간부 6명에게 프락치로 몰려 집단구타 당한 뒤 물고문, 전기고문을 받던 중 사망한 사건이다. 연고전이 벌어질 무렵이라 고문 장면을 목격한 고려대학교 학생 4명이 주먹과 발로 구타하는 데 가담하기도 했다.
만화에 관심이 있던 동양공업전문대학 2학년 설인종은 연세대학교 학생으로 위장하여 만화동아리에 가입하여 활동하던 중, 학점 문제 등을 소홀히하는 등 특이점이 발견되자 만화동아리 간부들이 연대 총학에게 알린 뒤, 10월 14일 오후 8시경 납치하여 15일 새벽 0시경까지 동아리실에서 고문을 가하였다.
그 결과 설인종은 사망하였고 주범인 양영준(20ㆍ연세대 법학 3, 적십자회 전회장), 김중표(22ㆍ고려대 신방 3), 이선욱(21ㆍ연세대 경제 3, 교지편집부원), 장량(26ㆍ고려대 체교 4)이 징역 4년을, 김현철(24ㆍ연세대 정외 4), 오성훈(21ㆍ연세대 경제 3, 컴퓨터서클회원), 이주학(23 고려대 사학 4), 이주식(21ㆍ연세대 응용통계 3, 만화사랑서클회장) 등 4명은 징역 3년ㆍ집행유예 5년을 선고받았다

## 같이 보기
- 서울대 프락치 사건
- 이석 치사 사건
- 이종권 고문 치사 사건
- 부산 미국문화원 방화 사건
- 이근안